# ماریانا پیون
ماریانا پیون (انگلیسی: Mariana Pion؛ زادهٔ ۱۹ دسامبر ۱۹۹۲) بازیکن فوتبال اهل اروگوئه است.
از باشگاه‌هایی که در آن بازی کرده‌است می‌توان به اتلتیکو ناسیونال اشاره کرد.
وی همچنین در تیم‌های ملی فوتبال Uruguay women's national football team بازی کرده‌است.